# Hippopotamus melitensis
Hippopotamus melitensis (мальтійський бегемот, мальтійський карликовий бегемот) — вид вимерлий бегемотів, що жив на Мальтійському архіпелазі. Колонізував острови під час Мессінського піку солоності і жив там у плейстоцені. Після відрізання від основної популяції у виду зазнав острівної карликовості. Більшість знахідок цього бегемота зроблені в мальтійської печері Гхар-Далам.